# Бернский собор
Бернский собор (нем. Berner Münster) — протестантский кафедральный собор, расположенный в южной части Старого Берна. Собор считается важнейшим позднеготическим храмом Швейцарии. С архитектурной точки зрения собор является трёхнефной базиликой, алтарь и хоры имеют апсиды в форме пяти сторон восьмиугольника. Высота колокольни составляет 100,6 метров, что делает Бернский собор самым высоким храмом в Швейцарии. Главный колокол собора весит около 10 тонн и имеет диаметр 247 сантиметров. В 1983 году собор, вместе со всеми постройками Старого Берна, был внесен в список Всемирного наследия ЮНЕСКО.

## История
Первая церковь в этих местах была построена, вероятно, где-то в середине XII века. В исторических источниках она впервые упоминается под 1224 годом. Церковь представляла собой небольшую часовню в романском стиле, освящённую в честь святого Винсента. Располагалась она вне стен города, недалеко от места, где нынче расположена улица Кройцгассе, и принадлежала Тевтонскому ордену. Неф первой церкви был примерно 16,5 метров в длину и 6 метров в ширину.
К 1276 году Бернские прихожане отделились от Кёницского прихода и основали свой собственный. А так как количество прихожан постоянно увеличивалось, то в имеющейся часовне места уже всем не хватало, поэтому было решено построить новую, более просторную церковь. Скорее всего, строительство новой церкви началось сразу. Но доподлинно это неизвестно, так как новая церковь впервые упоминается в исторических источниках лишь век спустя, в трудах епископа Бенвенутуса фон Ойгубио (Benvenutus von Eugubio) под 1289 годом. Церковь была трёхнефной, длиной 29,5 м и шириной 24,5 м, ширина центрального нефа составляла 11,1 м. Колокольня была расположена в центре северного нефа, при этом частично вдаваясь в главный неф.
18 октября 1356 года церковь серьёзно пострадала от землетрясения, ремонт после которого продвигался медленно, хор был восстановлен лишь спустя три года, крыша — в 1378-80. После начала строительства Бернского собора в 1421 году эту церковь всё ещё продолжали использовать некоторое время. Окончательно неф старой церкви был разрушен между 1449-51 годами, а колокольня — в 1490-х.

## Строительство
К XV веку Берн сильно разросся и стал одним из самым больших и влиятельных городов в северной части Альп. Чтобы подчеркнуть свою мощь и богатство, в Берне было начато строительство нескольких новых больших церквей, в том числе Бернского собора.
Фундамент будущего собора был заложен 11 марта 1421 года под руководством опытного страсбургского мастера Маттеуса Энзингера. При этом собор возводился вокруг старой церкви. В середине XV века неф старой церкви был окончательно разобран и начались работы над западным нефом собора, которыми руководил Стефан Хурдер, а затем Никлаус Биренфогт.
С 1483 года строительством руководил Эрхард Кюнг (Erhard Küng), при нём были достроены стены нефов и нижняя восьмиугольная часть колокольни. После смерти Кюнга в 1506 году, главным мастером стал Петер Пфистер (Peter Pfister), под его руководством до 1521 года был возведён хор, верхняя часть колокольни и почти полностью закончены своды крыши.
В 1571 году мастером Даниэлем Хайнцем (Daniel Heintz) были достроены своды нефов, центральный неф был закончен в 1575 году. После чего в течение трёх веков строительство не возобновлялось. Лишь в 1889 году было решено достроить шпиль колокольни. Это дело было поручено профессору Бееру, и в 1893 году строительство шпиля, и вместе с ним собора, было закончено.

## Внешний вид
Над главным входом в собор расположена барельефная композиция, созданная мастером Эрхардом Кюнгом, представляющая картины Страшного суда. Композиция составлена из многочисленных скульптур (47 больших статуй, оригиналы которых хранятся в Бернском Музее Истории, и 170 меньших статуй — оригинальные работы XV—XVI веков).

## Интерьер
Просторный интерьер храма является довольно пустым. Почти все художественные изображения, включая оформление алтаря в соборе были удалены в 1528 году в ходе протестантской Реформации и борьбы с излишней роскошью церкви. Наиболее интересные детали убранства собора — мебель XVI века, витражи и хоры. Почти все витражи относятся к XV веку, а два из них, с ветхозаветными сценами, выполнены намного позднее, в XIX веке. Витражи собора датируются 1441—1450 годами и считаются, с художественной точки зрения, самыми ценными в Швейцарии. Витражные композиции включают множество геральдических символов и религиозных изображений, в том числе один из витражей «Пляска смерти» изображает смерть в виде скелета, требующую жертв среди людей всех профессий и сословий. Эта картина призвана была служить напоминанием о том, что смерть придет к каждому независимо от статуса и богатства.
Хоры в восточной стороне собора, являющиеся первыми хорами в Швейцарии, выполненными в стиле Ренессанса, украшены деревянной резьбой, изображающей животных на природе и сцены из повседневной жизни.